# Luchthaven van Timboektoe
De luchthaven van Timboektoe (Frans: Aéroport de Tomboctou) is de internationale luchthaven van Timboektoe in Mali. De luchthaven werd geopend in 1961, en heeft met een baanlengte van 2110 meter de mogelijkheid intercontinentale vluchten te ontvangen. De luchthaven wordt tegenwoordig vooral voor binnenlands verkeer gebruikt.